# Pyeongchang
Pyeongchang este un district aflat în partea de nord-est a Coreei de Sud, din provincia Gangwon. Orașul se află în preajma Munților Taebaek și se află la 180 de kilometri est de capitala țării, Seul. Acesta se află la 700 m înălțime față de nivelul apei, și este un loc prielnic pentru pasionații sporturilor de iarnă.
Orașul Pyeongchang a participat de trei ori la selecția pentru organizarea Jocurilor Olimpice de Iarnă din 2010, 2014 și 2018. Ultima participare a fost reușită de acesta. La întrunirea Comitetului Olimpic Internațional din 4 iulie 2011 de la Durban s-a hotărât acordarea drepturilor de organizare a Jocurilor Olimpice de iarnă din 2018 orașului Pyeongchang, acesta primind peste 50% dintre voturi.